# گنجوره
گنجوره، روستایی از توابع بخش قلعه شاهین شهرستان سرپل ذهاب در استان کرمانشاه ایران است.

## جمعیت
این روستا در سرپل ذهاب قرار دارد و براساس سرشماری مرکز آمار ایران در سال ۱۳۸۵، جمعیت آن ۶۷۰ نفر (۱۴۷خانوار) بوده‌است.
روستای گنجوره در 30 کیلومتری شهرستان سرپل ذهاب واقع در استان کرمانشاه قراردارد.مساحت این روستا تقریبا1کیلومترمربع میباشدو دارای120خانوار و حدود 750نفر جمعیت دارد.دور تا دور این روستا را کوه فرا گرفته است و همانند دیواری در اطراف روستا قرار دارد.در غرب این روستا(گنجوره)روستای نقاره کوب وجود دارد و نیز در شرق گنجوره روستای امامیه ی سفلی و علیاء قرار دارد و در شمال ان بام کرمانشاه یعنی نواکوه قرار دارد که در ان انواع گونه های گیاهی و جانوری از جمله درختان بلوط-پسته کوهی -ون - انجیر و نیز گیاهان دارویی متعددی وجود دارد که نامهای کردی انها عبارت است از کنگر , سورانه , پورچگ , کول

قدمت یکجا نشینی روستای گنجوره به حدود سال 1280میرسد که قبل از آن مردم این روستا در حوالی لالوان ماهیدشت وگروه دیگردر حوالی زعؤیای حسن آباد اقامت داشتند که بیشتر اوقات به صورت کوچ نشینی در بعضی فصول سال در روستای گنجوره و در مواقع دیگر به مناطق سردسیر ماهیدشت کوچ میکردند و بسیاری از آنها زندگی خود را با گله داری و کشاورزی میگذراندند و بعد از گذشت مدتها مردم این دو روستا با روستای دیگری از همان حوالی بر سر بعضی مشکلات زمین کشاورزی درگیر شدند و بین آنها تفرقه ایجاد شد مردم این روستا نیز برای جلوگیری از صدمات جانی و مالی در حدودهای سال 1280 تا 1285 مجبور شدند که آن محل را ترک نموده و زندگی شان را به روستای گنجوره منتقل کنند. در اوایل تعداد خانواده ها ی این روستا به کمتراز 10تا12 مورد می رسید و بعد از مدتی جمعیت این روستا افزایش یافت. روستای گنجوره در زمان جنگ 8 سال دفاع مقدس نیز از حمله ی دشمنان به دور نماند و در آن زمان به علت اینکه روستا به پادگان ابوذرنزدیک بود مورد حمله ی نیروهای مهاجم قرار گرفت و چندین نفراز افراد روستا به شهادت رسیدند و مردم نیز برای حفظ جان و ناموس همراه با نیروها ی بسیجی به دفاع پرداختند و باقی افراد روستا به همراه زنان و بچه ها به شهرستان هرسین که مناطق نسبتا آرام زمان جنگ بود پناه بردند و بعد از مدتی که این مناطق(حوالی گنجوره ) از دشمنان پس گرفته شد دوباره مردم به روستا باز گشتند . این روستا از اوایل انقلاب تاکنون پیشرفت زیادی کرده و به علت تلاش مردم و برکت های انقلاب همواره روستا در حال پیشرفت می باشد.
اقوام پرجمعیت روستا
عبارتند از سروری-نمامی-حسنی-کرمی-صیادی-عاطفی نیا-شاه محمدی-پورعقیل-صادقی -مرادی-جانی-خانی-گل احمدی-گلمحمدی- حسینی- ...
- «نتایج سرشماری عمومی نفوس و مسکن ۱۳۸۵». درگاه ملی آمار ایران. بایگانی‌شده از اصلی در ۱ ژانویه ۲۰۱۳. دریافت‌شده در ۱ ژانویه ۲۰۱۳.